# Peter Odemwingie
Osaze Peter Odemwingie (Tashkent, 15 luglio 1981) è un ex calciatore russo naturalizzato nigeriano, di ruolo attaccante.

## Biografia
Nasce a Tashkent, oggi in Uzbekistan, da padre nigeriano e madre russa.

## Carriera

### Club
Inizia la sua carriera da giovanissimo a Mosca per poi trasferirsi in seguito in Nigeria con il Bendel Insurance, dove colleziona 60 partite e realizzando 17 goal.
Passa ai belgi del La Louvière dove conquista una Coppa del Belgio nella stagione 2002-2003. La sua avventura belga si chiude dopo aver totalizzato 44 presenze e 9 reti.
Nel settembre 2004 passa ai francesi del Lilla, con cui, in tre stagioni, disputa 7 incontri in Coppa UEFA e 14 in Champions League. Nel 2006 è il capocannoniere della sua squadra con 14 reti in 26 incontri mantenendo così una buona media realizzativa e facendosi anche notare dai grandi club d'Europa.
Lascia Lilla per far ritorno a Mosca nel 2007, accasandosi al Lokomotiv Mosca stavolta. Vince subito la Coppa di Russia. Nel 2008 è il capocannoniere della sua squadra con ben 10 reti messe a segno.
Nel 2010 passa dal Lokomotiv Mosca al West Bromwich, facendo ritorno in Europa e ritornando a giocare in un campionato importante europeo di livello come quello inglese. Si mette in evidenza nella stagione 2010-2011, dove sigla 15 gol in Premier League con la maglia del West Bromwich in campionato, disputando una delle sue migliori stagioni della sua carriera.
Il 2 settembre 2013 viene acquistato dalla squadra gallese neo-promossa in Premier League il Cardiff City ma la sua avventura durerà poco, perché il 28 gennaio 2014 verrà ceduto allo Stoke City in cambio di Kenwyne Jones.

### Nazionale
Nato in Uzbekistan da padre nigeriano e madre russa decide di scegliere di giocare per la nazionale nigeriana dopo aver collezionato alcune presenze con le nazionali minori russe, divenendone un convocato fisso.
Convocato per i Mondiali 2014, esordisce nella competizione il 16 giugno nello 0-0 contro l'Iran e il 21 giugno va a segno per la prima volta siglando il gol decisivo nella vittoria per 1-0 contro la Bosnia ed Erzegovina.

## Statistiche

### Presenze e reti nei club
Statistiche aggiornate all'11 marzo 2018.
| Stagione                | Squadra                 | Campionato              | Campionato | Campionato | Coppe nazionali | Coppe nazionali | Coppe nazionali | Coppe continentali | Coppe continentali | Coppe continentali | Altre coppe | Altre coppe | Altre coppe | Totale | Totale |
| Stagione                | Squadra                 | Comp                    | Pres       | Reti       | Comp            | Pres            | Reti            | Comp               | Pres               | Reti               | Comp        | Pres        | Reti        | Pres   | Reti   |
| ----------------------- | ----------------------- | ----------------------- | ---------- | ---------- | --------------- | --------------- | --------------- | ------------------ | ------------------ | ------------------ | ----------- | ----------- | ----------- | ------ | ------ |
| 1998                    | KAMAZ                   | PD                      | 0          | 0          | -               | -               | -               | -                  | -                  | -                  | -           | -           | -           | 0      | 0      |
| 1999                    | CSKA-2 Moska            | VD                      | 0          | 0          | -               | -               | -               | -                  | -                  | -                  | -           | -           | -           | 0      | 0      |
| 2000                    | Bendel Insurance        | PL                      | 18         | 3          | -               | -               | -               | -                  | -                  | -                  | -           | -           | -           | 18     | 3      |
| 2001                    | Bendel Insurance        | PL                      | 17         | 7          | -               | -               | -               | -                  | -                  | -                  | -           | -           | -           | 17     | 7      |
| 2002                    | Bendel Insurance        | PL                      | 18         | 9          | -               | -               | -               | -                  | -                  | -                  | -           | -           | -           | 18     | 9      |
| Totale Bendel Insurance | Totale Bendel Insurance | Totale Bendel Insurance | 53         | 19         |                 | -               | -               |                    | -                  | -                  |             | -           | -           | 53     | 19     |
| 2002-2003               | La Louvière             | D1                      | 14         | 2          | CB              | 6               | 2               | -                  | -                  | -                  | -           | -           | -           | 20     | 4      |
| 2003-2004               | La Louvière             | D1                      | 27         | 5          | CB              | 1               | 0               | CU                 | 2                  | 1                  | SB          | 1           | 0           | 31     | 6      |
| lug.-ago. 2004          | La Louvière             | D1                      | 3          | 2          | CB              | 0               | 0               | -                  | -                  | -                  | -           | -           | -           | 3      | 2      |
| Totale La Louriére      | Totale La Louriére      | Totale La Louriére      | 44         | 9          |                 | 7               | 2               |                    | 2                  | 1                  |             | 1           | 0           | 54     | 12     |
| 2004-2005               | Lilla                   | L1                      | 20         | 4          | CF+CdL          | 2+2             | 1+0             | CU                 | 4                  | 0                  | -           | -           | -           | 28     | 5      |
| 2005-2006               | Lilla                   | L1                      | 26         | 14         | CF+CdL          | 1+0             | 0               | UCL+CU             | 5+3                | 0+1                | -           | -           | -           | 35     | 15     |
| 2006-2007               | Lilla                   | L1                      | 29         | 5          | CF+CdL          | 2+0             | 0               | UCL                | 9                  | 2                  | -           | -           | -           | 40     | 7      |
| Totale Lilla            | Totale Lilla            | Totale Lilla            | 75         | 23         |                 | 7               | 1               |                    | 21                 | 3                  |             | -           | -           | 103    | 27     |
| 2007                    | Lokomotiv Mosca         | PL                      | 14         | 4          | CR              | 0               | 0               | -                  | -                  | -                  | -           | -           | -           | 14     | 4      |
| 2008                    | Lokomotiv Mosca         | PL                      | 26         | 10         | CR              | 0               | 0               | CU                 | 5                  | 2                  | SR          | 1           | 0           | 32     | 12     |
| 2009                    | Lokomotiv Mosca         | PL                      | 25         | 7          | CR              | 0               | 0               | -                  | -                  | -                  | -           | -           | -           | 25     | 7      |
| 2010                    | Lokomotiv Mosca         | PL                      | 10         | 0          | CR              | 0               | 0               | -                  | -                  | -                  | -           | -           | -           | 10     | 0      |
| Totale Lokomotiv Mosca  | Totale Lokomotiv Mosca  | Totale Lokomotiv Mosca  | 75         | 21         |                 | 0               | 0               |                    | 5                  | 2                  |             | 1           | 0           | 81     | 23     |
| 2010-2011               | West Bromwich           | PL                      | 32         | 15         | FACup+CdL       | 0+0             | 0               | -                  | -                  | -                  | -           | -           | -           | 32     | 15     |
| 2011-2012               | West Bromwich           | PL                      | 30         | 10         | FACup+CdL       | 1+1             | 1+0             | -                  | -                  | -                  | -           | -           | -           | 32     | 11     |
| 2012-2013               | West Bromwich           | PL                      | 25         | 5          | FACup+CdL       | 1+0             | 0               | -                  | -                  | -                  | -           | -           | -           | 26     | 5      |
| Totale West Bromwich    | Totale West Bromwich    | Totale West Bromwich    | 87         | 30         |                 | 3               | 1               |                    | -                  | -                  |             | -           | -           | 90     | 31     |
| 2013-gen. 2014          | Cardiff City            | PL                      | 15         | 1          | FACup+CdL       | 1+1             | 0+1             | -                  | -                  | -                  | -           | -           | -           | 17     | 2      |
| gen.-giu. 2014          | Stoke City              | PL                      | 15         | 6          | FACup+CdL       | 0+0             | 0               | -                  | -                  | -                  | -           | -           | -           | 15     | 6      |
| 2014-2015               | Stoke City              | PL                      | 7          | 0          | FACup+CdL       | 0+1             | 0               | -                  | -                  | -                  | -           | -           | -           | 8      | 0      |
| 2015-mar. 2016          | Stoke City              | PL                      | 5          | 0          | FACup+CdL       | 1+2             | 0               | -                  | -                  | -                  | -           | -           | -           | 8      | 0      |
| Totale Stoke City       | Totale Stoke City       | Totale Stoke City       | 27         | 6          |                 | 4               | 0               |                    | -                  | -                  |             | -           | -           | 31     | 6      |
| mar.-giu. 2016          | Bristol City            | FLC                     | 7          | 2          | FACup+CdL       | 0+0             | 0               | -                  | -                  | -                  | -           | -           | -           | 7      | 2      |
| ott. 2016-gen. 2017     | Rotherham Utd           | FLC                     | 7          | 0          | FACup+CdL       | 1+0             | 0               | -                  | -                  | -                  | -           | -           | -           | 8      | 0      |
| 2017                    | Madura Utd              | L1                      | 23         | 15         | -               | -               | -               | -                  | -                  | -                  | -           | -           | -           | 23     | 15     |
| Totale carriera         | Totale carriera         | Totale carriera         | 413        | 126        |                 | 24              | 5               |                    | 28                 | 6                  |             | 2           | 0           | 467    | 137    |

### Cronologia presenze e reti in nazionale
| Cronologia completa delle presenze e delle reti in nazionale ― Nigeria | Cronologia completa delle presenze e delle reti in nazionale ― Nigeria | Cronologia completa delle presenze e delle reti in nazionale ― Nigeria | Cronologia completa delle presenze e delle reti in nazionale ― Nigeria | Cronologia completa delle presenze e delle reti in nazionale ― Nigeria | Cronologia completa delle presenze e delle reti in nazionale ― Nigeria | Cronologia completa delle presenze e delle reti in nazionale ― Nigeria | Cronologia completa delle presenze e delle reti in nazionale ― Nigeria |
| Data                                                                   | Città                                                                  | In casa                                                                | Risultato                                                              | Ospiti                                                                 | Competizione                                                           | Reti                                                                   | Note                                                                   |
| ---------------------------------------------------------------------- | ---------------------------------------------------------------------- | ---------------------------------------------------------------------- | ---------------------------------------------------------------------- | ---------------------------------------------------------------------- | ---------------------------------------------------------------------- | ---------------------------------------------------------------------- | ---------------------------------------------------------------------- |
| 4-5-2002                                                               | Lagos                                                                  | Nigeria                                                                | 3 – 0                                                                  | Kenya                                                                  | Amichevole                                                             | -                                                                      | 46’                                                                    |
| 21-6-2003                                                              | Benin City                                                             | Nigeria                                                                | 2 – 2                                                                  | Angola                                                                 | Amichevole                                                             | 1                                                                      |                                                                        |
| 31-1-2004                                                              | Monastir                                                               | Nigeria                                                                | 4 – 0                                                                  | Sudafrica                                                              | Coppa d'Africa 2004 - 1º turno                                         | 2                                                                      | 67’                                                                    |
| 4-2-2004                                                               | Sfax                                                                   | Nigeria                                                                | 2 – 1                                                                  | Benin                                                                  | Coppa d'Africa 2004 - 1º turno                                         | -                                                                      | 66’                                                                    |
| 8-2-2004                                                               | Monastir                                                               | Camerun                                                                | 1 – 2                                                                  | Nigeria                                                                | Coppa d'Africa 2004 - Quarti di finale                                 | -                                                                      | 89’                                                                    |
| 11-2-2004                                                              | Radès                                                                  | Tunisia                                                                | 1 – 1 dts (4 – 3 dtr)                                                  | Nigeria                                                                | Coppa d'Africa 2004 - Semifinale                                       | -                                                                      | 74’                                                                    |
| 13-2-2004                                                              | Monastir                                                               | Nigeria                                                                | 2 – 1                                                                  | Mali                                                                   | Coppa d'Africa 2004 - Finale 3º posto                                  | 1                                                                      | 62’                                                                    |
| 3-7-2004                                                               | Abuja                                                                  | Nigeria                                                                | 1 – 0                                                                  | Algeria                                                                | Qual. Mondiali 2006                                                    | -                                                                      | 90’                                                                    |
| 5-9-2004                                                               | Harare                                                                 | Zimbabwe                                                               | 0 – 3                                                                  | Nigeria                                                                | Qual. Mondiali 2006                                                    | -                                                                      | 69’                                                                    |
| 9-10-2004                                                              | Libreville                                                             | Gabon                                                                  | 1 – 1                                                                  | Nigeria                                                                | Qual. Mondiali 2006                                                    | -                                                                      | 59’                                                                    |
| 18-6-2005                                                              | Kano                                                                   | Nigeria                                                                | 1 – 1                                                                  | Angola                                                                 | Qual. Mondiali 2006                                                    | -                                                                      |                                                                        |
| 17-8-2005                                                              | Tripoli                                                                | Libia                                                                  | 0 – 1                                                                  | Nigeria                                                                | Amichevole                                                             | -                                                                      | 54’                                                                    |
| 8-10-2005                                                              | Abuja                                                                  | Nigeria                                                                | 5 – 1                                                                  | Zimbabwe                                                               | Qual. Mondiali 2006                                                    | 1                                                                      |                                                                        |
| 23-1-2006                                                              | Porto Said                                                             | Nigeria                                                                | 1 – 0                                                                  | Ghana                                                                  | Coppa d'Africa 2006 - 1º turno                                         | -                                                                      | 83’                                                                    |
| 7-2-2006                                                               | Alessandria d'Egitto                                                   | Nigeria                                                                | 0 – 1                                                                  | Costa d'Avorio                                                         | Coppa d'Africa 2006 - Semifinale                                       | -                                                                      | 63’                                                                    |
| 2-9-2006                                                               | Abuja                                                                  | Nigeria                                                                | 2 – 0                                                                  | Niger                                                                  | Qual. Coppa d'Africa 2008                                              | -                                                                      |                                                                        |
| 6-2-2007                                                               | Londra                                                                 | Ghana                                                                  | 4 – 1                                                                  | Nigeria                                                                | Amichevole                                                             | -                                                                      |                                                                        |
| 24-3-2007                                                              | Abeokuta                                                               | Nigeria                                                                | 1 – 0                                                                  | Uganda                                                                 | Qual. Coppa d'Africa 2008                                              | -                                                                      |                                                                        |
| 17-6-2007                                                              | Niamey                                                                 | Niger                                                                  | 1 – 3                                                                  | Nigeria                                                                | Qual. Coppa d'Africa 2008                                              | -                                                                      | 68’                                                                    |
| 22-8-2007                                                              | Skopje                                                                 | Macedonia                                                              | 0 – 0                                                                  | Nigeria                                                                | Amichevole                                                             | -                                                                      |                                                                        |
| 8-9-2007                                                               | Warri                                                                  | Nigeria                                                                | 2 – 0                                                                  | Lesotho                                                                | Qual. Coppa d'Africa 2008                                              | -                                                                      |                                                                        |
| 14-10-2007                                                             | Juárez                                                                 | Messico                                                                | 2 – 2                                                                  | Nigeria                                                                | Amichevole                                                             | -                                                                      | 89’                                                                    |
| 17-11-2007                                                             | Londra                                                                 | Australia                                                              | 1 – 0                                                                  | Nigeria                                                                | Amichevole                                                             | -                                                                      | 66’                                                                    |
| 20-11-2007                                                             | Zurigo                                                                 | Svizzera                                                               | 0 – 1                                                                  | Nigeria                                                                | Amichevole                                                             | -                                                                      |                                                                        |
| 9-1-2008                                                               | Estepona                                                               | Nigeria                                                                | 2 – 0                                                                  | Sudan                                                                  | Amichevole                                                             | -                                                                      | 46’                                                                    |
| 21-1-2008                                                              | Sekondi-Takoradi                                                       | Nigeria                                                                | 0 – 1                                                                  | Costa d'Avorio                                                         | Coppa d'Africa 2008 - 1º turno                                         | -                                                                      | 73’                                                                    |
| 25-1-2008                                                              | Sekondi-Takoradi                                                       | Nigeria                                                                | 0 – 0                                                                  | Mali                                                                   | Coppa d'Africa 2008 - 1º turno                                         | -                                                                      | 58’                                                                    |
| 29-1-2008                                                              | Sekondi-Takoradi                                                       | Nigeria                                                                | 2 – 0                                                                  | Benin                                                                  | Coppa d'Africa 2008 - 1º turno                                         | -                                                                      | 62’ 87’                                                                |
| 3-2-2008                                                               | Accra                                                                  | Ghana                                                                  | 2 – 1                                                                  | Nigeria                                                                | Coppa d'Africa 2008 - Quarti di finale                                 | -                                                                      |                                                                        |
| 27-5-2008                                                              | Graz                                                                   | Austria                                                                | 1 – 1                                                                  | Nigeria                                                                | Amichevole                                                             | -                                                                      | 46’                                                                    |
| 7-6-2008                                                               | Freetown                                                               | Sierra Leone                                                           | 0 – 1                                                                  | Nigeria                                                                | Qual. Mondiali 2010                                                    | -                                                                      | 49’ 76’                                                                |
| 15-6-2008                                                              | Malabo                                                                 | Guinea Equatoriale                                                     | 0 – 1                                                                  | Nigeria                                                                | Qual. Mondiali 2010                                                    | -                                                                      | 59’                                                                    |
| 21-6-2008                                                              | Abuja                                                                  | Nigeria                                                                | 2 – 0                                                                  | Guinea Equatoriale                                                     | Qual. Mondiali 2010                                                    | -                                                                      |                                                                        |
| 11-10-2008                                                             | Abuja                                                                  | Nigeria                                                                | 4 – 1                                                                  | Sierra Leone                                                           | Qual. Mondiali 2010                                                    | 1                                                                      | 69’                                                                    |
| 11-2-2009                                                              | Londra                                                                 | Nigeria                                                                | 0 – 0                                                                  | Giamaica                                                               | Amichevole                                                             | -                                                                      | 75’                                                                    |
| 29-3-2009                                                              | Maputo                                                                 | Mozambico                                                              | 0 – 0                                                                  | Nigeria                                                                | Qual. Mondiali 2010                                                    | -                                                                      |                                                                        |
| 29-5-2009                                                              | Londra                                                                 | Irlanda                                                                | 1 – 1                                                                  | Nigeria                                                                | Amichevole                                                             | -                                                                      | 61’                                                                    |
| 2-6-2009                                                               | Saint-Étienne                                                          | Francia                                                                | 0 – 1                                                                  | Nigeria                                                                | Amichevole                                                             | -                                                                      |                                                                        |
| 7-6-2009                                                               | Abuja                                                                  | Nigeria                                                                | 3 – 0                                                                  | Kenya                                                                  | Qual. Mondiali 2010                                                    | -                                                                      |                                                                        |
| 20-6-2009                                                              | Radès                                                                  | Tunisia                                                                | 0 – 0                                                                  | Nigeria                                                                | Qual. Mondiali 2010                                                    | -                                                                      |                                                                        |
| 6-9-2009                                                               | Abuja                                                                  | Nigeria                                                                | 2 – 2                                                                  | Tunisia                                                                | Qual. Mondiali 2010                                                    | 1                                                                      |                                                                        |
| 11-10-2009                                                             | Abuja                                                                  | Nigeria                                                                | 1 – 0                                                                  | Mozambico                                                              | Qual. Mondiali 2010                                                    | -                                                                      |                                                                        |
| 14-11-2009                                                             | Nairobi                                                                | Kenya                                                                  | 2 – 3                                                                  | Nigeria                                                                | Qual. Mondiali 2010                                                    | -                                                                      | 69’                                                                    |
| 16-1-2010                                                              | Benguela                                                               | Nigeria                                                                | 1 – 0                                                                  | Benin                                                                  | Coppa d'Africa 2010 - 1º turno                                         | -                                                                      |                                                                        |
| 20-1-2010                                                              | Lubango                                                                | Nigeria                                                                | 3 – 0                                                                  | Mozambico                                                              | Coppa d'Africa 2010 - 1º turno                                         | 2                                                                      | 84’                                                                    |
| 25-1-2010                                                              | Lubango                                                                | Nigeria                                                                | 0 – 0 dts (5 – 4 dtr)                                                  | Zambia                                                                 | Coppa d'Africa 2010 - Quarti di finale                                 | -                                                                      | 91’                                                                    |
| 28-1-2010                                                              | Luanda                                                                 | Ghana                                                                  | 1 – 0                                                                  | Nigeria                                                                | Coppa d'Africa 2010 - Semifinale                                       | -                                                                      | 70’                                                                    |
| 30-1-2010                                                              | Benguela                                                               | Nigeria                                                                | 1 – 0                                                                  | Algeria                                                                | Coppa d'Africa 2010 - Finale 3º posto                                  | -                                                                      | 81’                                                                    |
| 30-5-2010                                                              | Milton Keynes                                                          | Nigeria                                                                | 1 – 1                                                                  | Colombia                                                               | Amichevole                                                             | -                                                                      | 62’                                                                    |
| 6-6-2010                                                               | Johannesburg                                                           | Nigeria                                                                | 3 – 1                                                                  | Corea del Nord                                                         | Amichevole                                                             | -                                                                      | 84’                                                                    |
| 12-6-2010                                                              | Johannesburg                                                           | Argentina                                                              | 1 – 0                                                                  | Nigeria                                                                | Mondiali 2010 - 1º turno                                               | -                                                                      | 60’                                                                    |
| 17-6-2010                                                              | Bloemfontein                                                           | Grecia                                                                 | 2 – 1                                                                  | Nigeria                                                                | Mondiali 2010 - 1º turno                                               | -                                                                      | 46’                                                                    |
| 11-8-2010                                                              | Suwon                                                                  | Corea del Sud                                                          | 2 – 1                                                                  | Nigeria                                                                | Amichevole                                                             | 1                                                                      |                                                                        |
| 5-9-2010                                                               | Calabar                                                                | Nigeria                                                                | 2 – 0                                                                  | Madagascar                                                             | Qual. Coppa d'Africa 2012                                              | -                                                                      |                                                                        |
| 9-2-2011                                                               | Lagos                                                                  | Nigeria                                                                | 2 – 1                                                                  | Sierra Leone                                                           | Amichevole                                                             | -                                                                      | 82’                                                                    |
| 27-3-2011                                                              | Abuja                                                                  | Nigeria                                                                | 4 – 0                                                                  | Etiopia                                                                | Qual. Coppa d'Africa 2012                                              | -                                                                      | 57’                                                                    |
| 8-10-2011                                                              | Abuja                                                                  | Nigeria                                                                | 2 – 2                                                                  | Guinea                                                                 | Qual. Coppa d'Africa 2012                                              | -                                                                      | 61’                                                                    |
| 29-2-2012                                                              | Kigali                                                                 | Ruanda                                                                 | 0 – 0                                                                  | Nigeria                                                                | Qual. Coppa d'Africa 2013                                              | -                                                                      | 67’                                                                    |
| 28-5-2014                                                              | Londra                                                                 | Nigeria                                                                | 2 – 2                                                                  | Scozia                                                                 | Amichevole                                                             | -                                                                      | 55’                                                                    |
| 3-6-2014                                                               | Chester                                                                | Grecia                                                                 | 0 – 0                                                                  | Nigeria                                                                | Amichevole                                                             | -                                                                      | 54’                                                                    |
| 7-6-2014                                                               | Jacksonville                                                           | Stati Uniti                                                            | 2 – 1                                                                  | Nigeria                                                                | Amichevole                                                             | -                                                                      | 46’                                                                    |
| 16-6-2014                                                              | Curitiba                                                               | Iran                                                                   | 0 – 0                                                                  | Nigeria                                                                | Mondiali 2014 - 1º turno                                               | -                                                                      | 69’                                                                    |
| 21-6-2014                                                              | Cuiabá                                                                 | Nigeria                                                                | 1 – 0                                                                  | Bosnia ed Erzegovina                                                   | Mondiali 2014 - 1º turno                                               | 1                                                                      |                                                                        |
| 25-6-2014                                                              | Porto Alegre                                                           | Nigeria                                                                | 2 – 3                                                                  | Argentina                                                              | Mondiali 2014 - 1º turno                                               | -                                                                      | 80’                                                                    |
| 30-6-2014                                                              | Brasilia                                                               | Francia                                                                | 2 – 0                                                                  | Nigeria                                                                | Mondiali 2014 - Ottavi di finale                                       | -                                                                      |                                                                        |
| Totale                                                                 |                                                                        | Presenze (10º posto)                                                   | 65                                                                     |                                                                        | Reti                                                                   | 11                                                                     |                                                                        |

## Palmarès

### Club

#### Competizioni nazionali
- Coppa del Belgio: 1

La Louvière: 2002-2003
- Coppa di Russia: 1

Lokomotiv Mosca: 2006-2007

### Nazionale
- Argento olimpico: 1

Pechino 2008

### Individuale
- FA Premier League Player of the Month: 3

2010-2011 - Settembre, Aprile
2011-2012 - Febbraio